# Bloody Sunday (1887)
Pour les articles homonymes, voir Bloody Sunday.

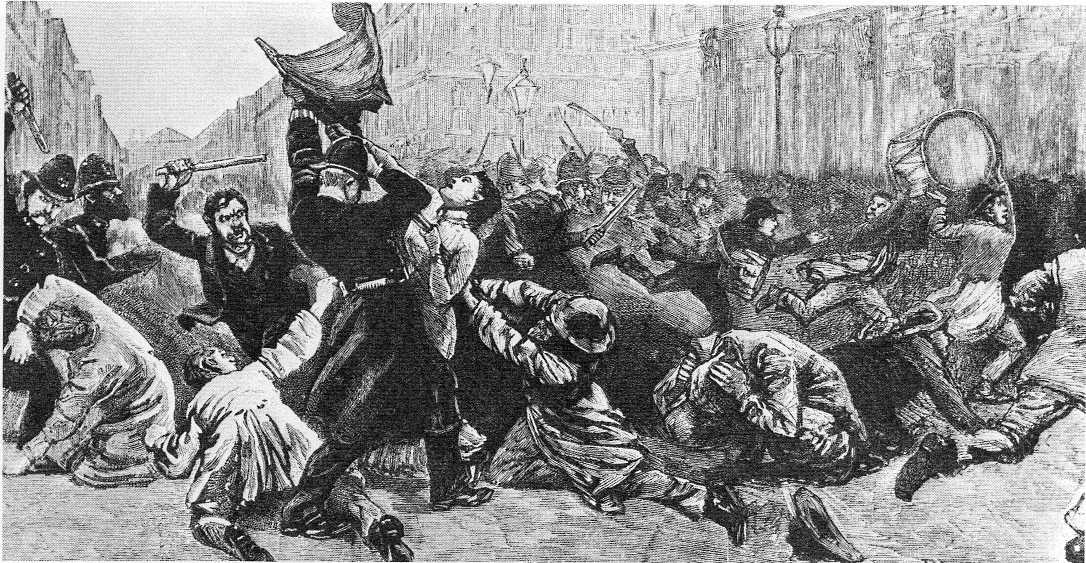
Bloody Sunday du 13 novembre 1887.

Bloody Sunday est le nom donné à la dispersion violente par la police montée d'une manifestation pacifique d'ouvriers qui réclamaient une amélioration de leurs conditions de vie et qui protestaient contre la politique en Irlande, à Londres, sur Trafalgar Square le dimanche 13 novembre 1887. La manifestation était organisée par la Social Democratic Federation et l'Irish National League.

## Causes
Après la défaite électorale de Gladstone en 1885, principalement due à sa politique irlandaise, le gouvernement tory fit voter divers Coercion Acts pour tenter de maintenir l'ordre en Irlande. Protester contre ces Coercion Acts, ainsi que contre la politique irlandaise en général du gouvernement Salisbury était un des objectifs de la manifestation du 13 novembre.
La crise économique qui avait commencé en 1873 faisait sentir ses effets, partout dans le Royaume-Uni et pas seulement en Irlande. Le chômage causa disettes, émigration et exode rural. Les manifestations ouvrières se multipliaient. Elles partaient souvent de l'East End ouvrier pour rejoindre Trafalgar Square, frontière symbolique avec le West End bourgeois. Les mouvements socialistes de la Social Democratic Federation d'Henry Hyndman ou de la Fabian Society, mais aussi les radicaux ou les libres-penseurs de la National Secular Society accompagnaient ces manifestations afin de diffuser leurs idées.

## Agitation croissante
L'agitation sociale se faisait de plus en plus forte au Royaume-Uni en 1887, aussi bien à propos de la condition ouvrière que sur la question irlandaise. À partir du mois de janvier 1887, W. T. Stead publia dans la Pall Mall Gazette une série d'articles intitulée « Que faudrait-il faire en Irlande ? » où il suggérait le Home Rule.
Des meetings quotidiens défendant la liberté de parole et réclamant une amélioration de la condition ouvrière se déroulaient sur Trafalgar Square, lieu de manifestation populaire symbolique car à la frontière sociale entre l’East End et le West End de Londres. La Pall Mall Gazette de W. T. Stead se faisait régulièrement l'écho de ces meetings ainsi que de ce que le journal qualifiait de « violences policières ». L'affluence finit par bloquer une grande partie de la place. Le 8 novembre, celle-ci fut interdite au public par le chef de la police de Londres, Charles Warren. Les dirigeants socialistes et radicaux appelèrent malgré tout à un grand rassemblement pour le dimanche suivant, principalement pour protester contre les conditions d'incarcération de William O'Brien ainsi que contre l'exécution des anarchistes accusés du massacre de Haymarket Square à Chicago. Stead, dans ses colonnes appela à une participation massive, pour relever le défi lancé par Warren,.

## Le 13 novembre
Le dimanche 13 novembre 1887, plusieurs cortèges se dirigèrent vers Trafalgar Square depuis diverses directions. Sur Shaftesbury Avenue, la police chargea en distribuant des coups de matraques. Sur Trafalgar Square, les manifestants étaient encerclés par les forces de police. La dispersion violente de ce rassemblement pacifique par la police montée est depuis connue sous le nom de « Bloody Sunday ». Elle fit deux morts et cent-cinquante blessés. Il y eut aussi trois-cents arrestations,.
La police ne tenait pas à ce qu'une grande manifestation se déroulât. Elle avait essayé les fois précédentes de détourner les flots de manifestants, sans grand succès. Il devenait évident qu'elle agirait de façon plus forte voire attaquerait. Charles Bradlaugh de la National Secular Society conseilla à ses membres de ne pas venir ce jour-là. Mais, les autres groupes politiques furent présents. Autour de 10 000 personnes s'approchèrent, venant de diverses directions de Trafalgar Square. À leur tête, se trouvaient de grandes figures politiques de gauche comme Elizabeth Reynolds, John Burns, Annie Besant, Robert Bontine Cunninghame Graham, George Bernard Shaw, Eleanor Marx ou William Morris.
Ils étaient attendus par 2 000 policiers et 400 soldats qui chargèrent sur les hommes, femmes et enfants, faisant au moins trois morts et plus de 200 blessés (de nombreuses personnes ne se firent pas « officiellement » soigner dans les hôpitaux pour éviter d'être arrêtées). Les policiers et soldats avaient reçu l'ordre de ne pas tirer et de ne pas faire usage de leur sabre et baïonnette. Ils se contentèrent de leur matraque, d'où le bilan relativement bas. Burns et Cunninghame-Graham furent arrêtés (ils furent ensuite condamnés à six semaines de prison). Annie Besant qui avait pourtant fait un discours et demandé à être arrêtée ne le fut pas.